# ممارسات جنسية مثلية
الممارسات الجنسية المثلية هي نشاطات جنسية يشارك فيها الرجال الذين يمارسون الجنس مع رجال، بصرف النظر عن توجههم الجنسي أو هويتهم الجنسية. مؤلفو تقارير كينسي أفادوا بأن 37% من الذكور الذين كانوا موضع بحثهم كانت لديهم على الأقل تجربة مثلية واحدة. ويبين هذا أن الجنس بين الرجال لا يُبلّغ عنه بشكل كبير في الإستطلاعات بسبب الإنحياز للمقبول اجتماعياً.

## النشاطات
قد ينخرط الرجال الذين يمارسون الجنس مع الرجال في جنس شرجي وفي هذه الحالة قد يشار للشريك المولِجْ باسم موجب، والشخص الذي يولج فيه يعرف باسم سالب، وأولئك الذين يستمتعون بكلا الدورين قد يتم الإشارة إليهم باسم مبادل. المتعة، الألم، وربما كلاهما يصاحبان الجنس الشرجي. في حين أن النهايات العصبية في الشرج يمكنها  تقديم مشاعر متعة، فإنه يمكن تحقيق النشوة الجنسية للمولج إليه من خلال الجنس الشرجي بطريقة غير مباشرة بتحفيز البروستاتا. بحسب دراسة المسح الوطني للصحة والسلوك الجنسيين في الولايات المتحدة أشارت بأن الرجال الذين عرفوا على أنفسهم بأنهم قد أخذوا وضعية المولج إليه (سالب) خلال ممارسة الجنس الشرجي في لقائه الأخير أنه على الأقل وصل إلى مستوى هزة الجماع مثلما وصل إليها الرجال الذين تبنوا دور المولج (الموجب). تتضمن عينة الدراسة أشخاص عزب في الولايات المتحدة عبروا أن معدلات النشوة الجنسية كانت مشابهة من خلال الرجال في جميع توجهاتهم الجنسية. وفيما يتعلق بالألم أو الشعور بعدم الراحة خلال الجنس الشرجي، أشارت بعض الأبحاث أنه ما بين 24% إلى 61% من الرجال المثليين أو مزدوجي الميول الجنسية، متقبلين لألم الجنس الشرجي (يعرف باسم: anodyspareunia) هي صعوبة جنسية حياتية متكررة.
تاريخياً، الجنس الشرجي ارتبط على الأرجح بالمثلية الجنسية الذكرية والرجال الذي يجامعون الرجال. ومع ذلك، فإن العديد من الرجال الذين يمارسون الجنس مع الرجال لا ينخرطون في ممارسة الجنس الشرجي، وقد ينخرطون عوضاً عنه في جنس فموي، الفرك أو فروت، أو الاستمناء المتبادل. الرجال الذين يمارسون الجنس مع رجال قد ينخرطون أيضاً في أشكال مختلفة من الجنس الفموي، مثل لعق القضيب، كيس الشاي، والجنس الشرجي-الفموي. في حين أظهر استطلاع على الإنترنت  لثمانية عشر ألف من الرجال الذين يمارسون الجنس مع الرجال في أوروبا «أن الجنس الفموي هو أكثر الممارسات شيوعاً، تليه الإستمناء المتبادل، والجنس الشرجي في المرتبة الثالثة.» استطلاع لسنة 2011 أجرته مجلة الطب الجنسي وجدت نتائج متشابهة لرجال مثليين ومزدوجي الميول في الولايات المتحدة. تقبيل الشريك في الفم (74.5%)، جنس فموي (72.7%)، والإستمناء المتبادل (68.4%) كانت أكثر السلوكيات المشتركة، مع 63.2% من العينة ذكروا 5 إلى 9 سلوكيات جنسية مختلفة خلال آخر لقاء مع شريكهم.
التقارير فيما يتعلق بانتشار الجنس الشرجي عند الرجال الذين يمارسون الجنس مع الرجال تنوعت على مر الزمن، مع بعض النسب أعلى من أخرى. نسبة كبيرة من الرجال المثليين ومزدوجي الميول أقروا بمشاركتهم في جنس شرجي. الدراسات بين الرجال المثليين عبرت أن النسب متقاربة عند المقارنة بين الرجال الذين يفضلون إيلاج شركائهم وأولئك الذين يفضلون أن يكونوا الشريك المستقبل. بعض الرجال الذين يمارسون الجنس مع الرجال، يعتقدون أن تكون شريكاً مستقبلاً خلال الجنس الشرجي يشكك في ذكوريتهم.
فيما يتعلق بالجنس غير الإيلاجي، يوجد أيضاً تنوع بسلوكياته. فروت هو شكل للناشط الجنسي ذكر-لذكر الذي عادةً ما ينطوي على تواصل مباشر بين قضيب لقضيب آخر. وهو شكل من أشكال الفرك. الفروت يمكن أن يكون ممتعاً بسبب تبادل وتزامن تحفيز الأعضاء التناسلية لكلا الشريكين
كما إنه يميل إلى إنتاج احتكاك ممتع تجاه حزمة أعصاب لجام قلفة القضيب على الجانب السفلي لقضيب كل رجل، أدنى بقليل من الصماخ بولي لرأس القضيب. المفاخذة هي شكل آخر من أشكال الجنس غير الإيلاجي الذي يمكن أن يمارس ما بين الرجال الذين يمارسون الجنس مع الرجال. «دوكينغ» (إيلاج قضيب الرجل داخل قلفة الرجل الآخر) تمارس أيضاً.
قد ينخرط الرجال الذين يمارسون الجنس مع رجال في نشاطات بي دي إس إم  أو استخدام لعب جنسية أيضاً. في دراسة أجريت ما بين سنة 2001 إلى 2002 في أستراليا وجدّ أن 4.4% من الرجال المثليين و14.2% من الرجال مزدوجي الميول شاركوا في نشاطات جنسية ذات علاقة بالبي دي إس إم خلال الإثنى عشر شهراً الماضية من إجراء الإستطلاع. استطلاع غير تمثيلي على السلوك الجنسي للطلبة الأميركيين نشر سنة 1997 وبني على استبيانات وجد أن 24% من الرجال المثليين والمزدوجين لديهم تجربة مع ضرب الأرداف كممارسة جنسية. بين طلاب الطب في أميركا الشمالية، 6% من الرجال المثليين و17% من الرجال مزدوجي الميول ذكروا أنهم قد تلقوا في وقتٍ مضى ألماً لمتعةٍ جنسية، و5% من الرجال المثليين و9% من مزدوجي الميول ذكروا ألحقوا ألماً لهذا الغرض. وفقًا لاستطلاع ٍ على النت لما يزيد عن 25,000 رجل قد عرفوا على أنفسهم بأنهم مثليون أو مزدوجي الميول، 49.8% قد استخدموا في وقتٍ ما الهزاز. معظم الرجال الذين يستخدمون الهزاز في التقرير السابق قد قاموا باستخدامه خلال الإستمناء (86.2%). عند استخدامه أثناء تفاعل مع الشريك، يدرج الهزاز في المداعبة (65.9%) والجماع (59.4%).

## المخاطر الصحية
في سنة 2007 ذكرت دراسة أن إستطلاعين شعبيين كبيرين استنتجا أن «أغلبية الرجال المثليين لديهم أعداد متشابهة من الشركاء الجنسيين غير المحميين سنويًا مثل الرجال الغيريين والنساء».
متلازمة نقص المناعة المكتسب (إيدز) هو مرض يصيب الجهاز المناعي البشري بسبب فيروس العوز المناعي البشري. حول العالم، ما يقدر بـ5–10% من حالات العدوى بفيروس العوز المناعي البشري هي ناجمة عن الرجال الذين يمارسون الجنس مع الرجال. في معظم العالم الغربي، أكثر حالات الإصابة تنتقل عبر الرجال الذين يمارسون الجنس مع الرجال مقارنةً بطرق الانتقال الأخرى. في الولايات المتحدة، «الرجال الذين مارسوا الجنس الرجال منذ 1977 تفشى لديهم فيروس العوز المناعي البشري (العدد الإجمالي لحالات المرض الذي قدم لسكان منطقة محددة في ذاك الوقت) أعلى 60 مرة من المعدل السكاني العام».
يتم تمرير الزهري من شخص إلى آخر خلال إتصال مباشر مع قرحة الزهري؛ أساسيًا في منطقة الأعضاء التناسلية، المهبل، أو الشرج. في 2006، 64% من الحالات المبلغ عنها في الولايات المتحدة كانت عند الرجال الذين يمارسون الجنس مع الرجال. وهذا يتسق مع ارتفاع في حالات الإصابة بالزهري عند الرجال الذين يمارسون الجنس في الدول المتقدمة الأخرى، ويعزى ذلك إلى زيادة معدلات ممارسة الجنس بدون استخدام الواقي الذكري.